# Parafia św. Jana Chrzciciela w Lipsku
Parafia św. Jana Chrzciciela w Lipsku – parafia rzymskokatolicka znajdująca się w dekanacie Krasnobród, w diecezji zamojsko-lubaczowskiej. 
Parafia erygowana została 21 kwietnia 1919 roku, dekretem ówczesnego biskupa lubelskiego, Mariana Fulmana. 
Do parafii należą wierni z następujących miejscowości:  Białowola, Czarnowoda, Lipsko, Lipsko-Kosobudy, Lipsko-Polesie, Szewnia Górna, Topornica, Zalesie, Zarzecze.
Liczba mieszkańców: 2150.

## Proboszczowie
Źródło:
- ks. Kazimierz Wojtala (1919 - 1920),
- ks. Paschalis Koskowski (1920),
- ks. Wacław Gluziński (1920 - 1922),
- ks .Kazimierz Mańkowski, ks. Aleksander Czajkowski (do r. 1941),
- ks. Stanisław Masłowski (administrator do r. 1943), Pochodził z diecezji włocławskiej. Był proboszczem i dziekanem w Zduńskiej Woli. Wysiedlony przez Niemców z Warthegau, zatrzymał się w Lipsku. O Nim pisze Leon Świderski we wspomnieniach pt. Oglądały oczy moje
- ks. Andrzej Suchara (1944 - 1962),
- ks. Jan Wnuk (1962 - 1978),
- ks. Wiesław Rzepecki (1978 - 1987),
- ks. Roman Jaworski (1987 - 1994),
- ks. Jerzy Gliszczyński (1994 - 1995),
- ks. Józef Dudek (1995 - 2008),
- ks. Andrzej Traczykiewicz (2008 - 2014)
- ks. Tomasz Winogrodzki (2014 - 2020)
- ks. Józef Bednarski (od 2020)

Parafia św. Jana Chrzciciela w Lipsku
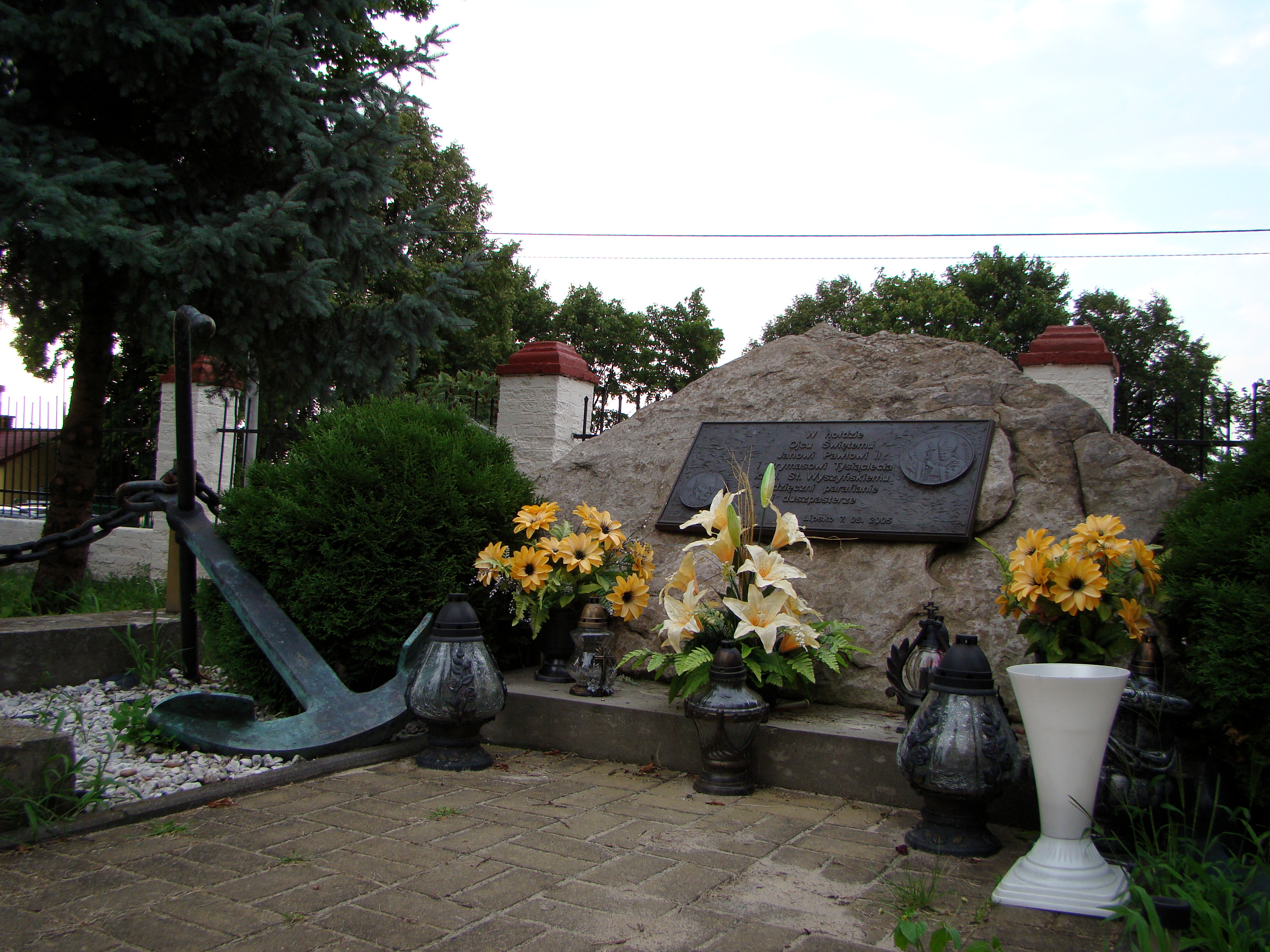
Pomnik ku czci Jana Pawła II i Stefana Wyszyńskiego
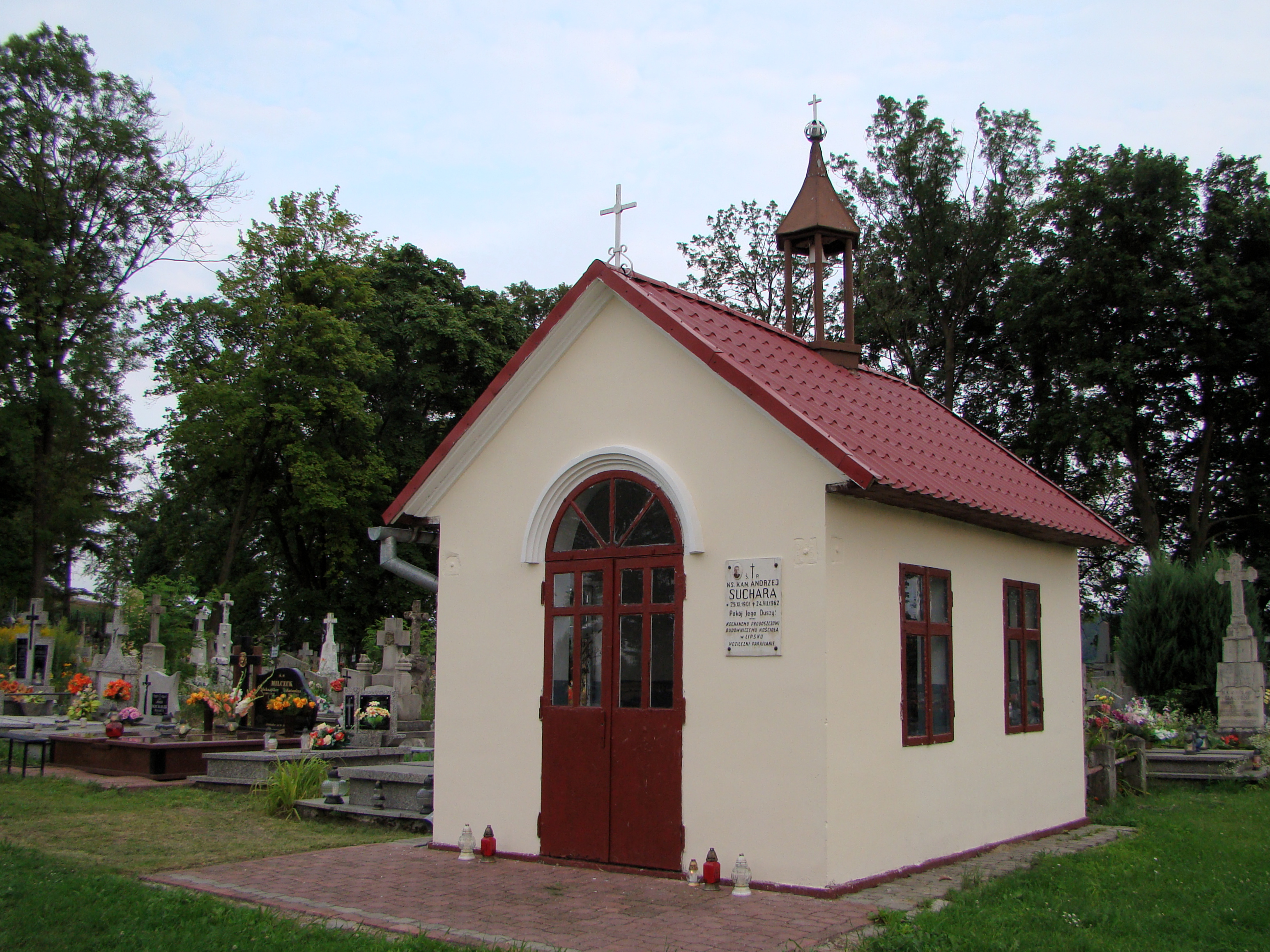
Kaplica ks. Jana Suchara
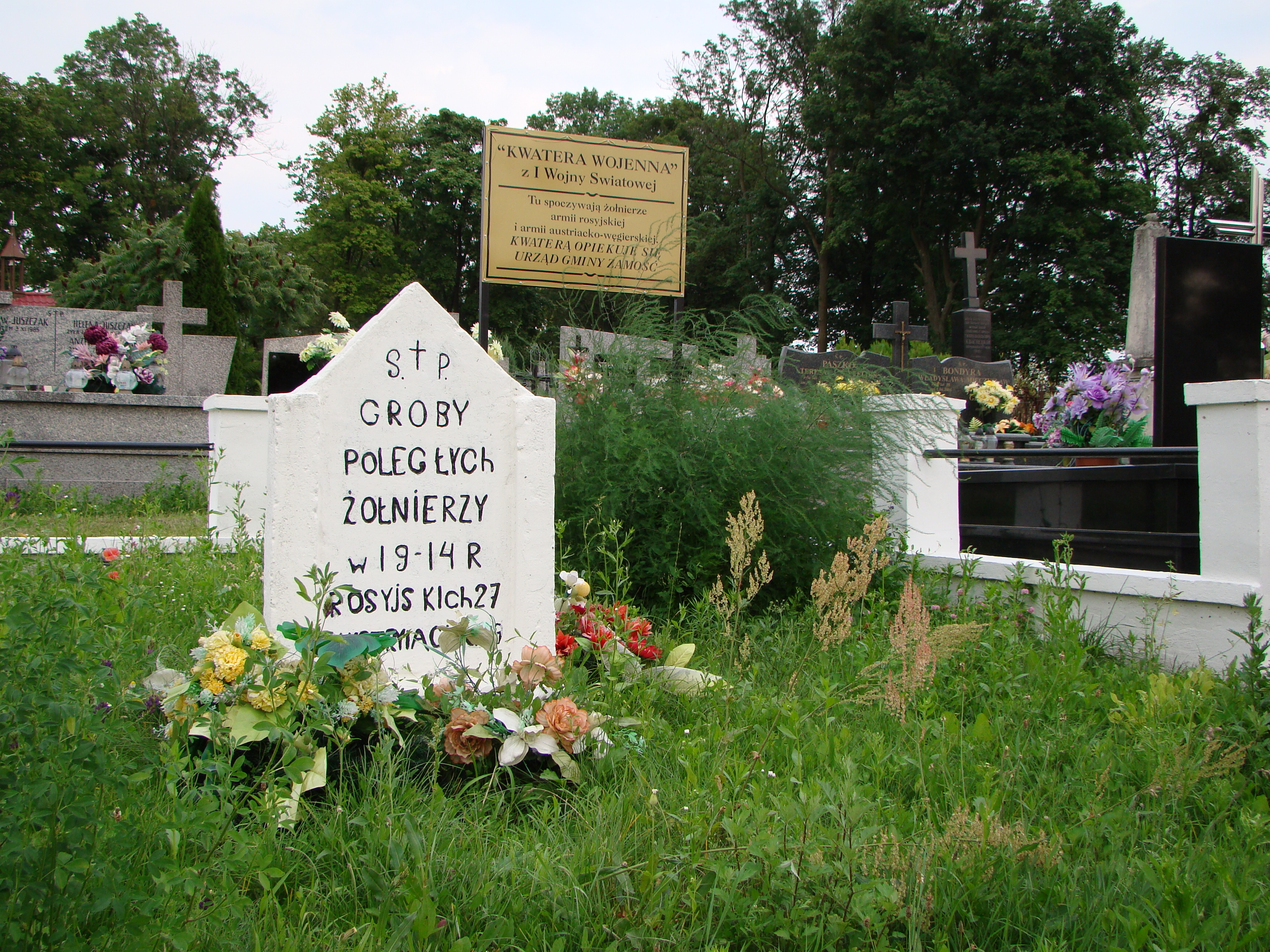
Kwatera wojenna z I WŚ